# YuYu Hakusho
YuYu Hakusho (japanski 幽☆遊☆白書, doslovni prijevod "Izvještaji o duhovima") je japanska manga koju je napisao i ilustrirao Yoshihiro Togashi. Radnja se odvija oko Yusukea Urameshija, buntovnog tinejdžera kojeg udari i ubije auto prilikom pokušaja spašavanja života jednog djeteta. Međutim, nakon nekoliko ispita, Koenma, sin vladara podzemlja, ga oživljava te mu daje titulu "podzemnog detektiva" kako bi istraživao razne slučajeve demona i pojava po svijetu. Strip se najviše oslanja na borilačke dvoboje i sukobe kako se radnja odvija. Togashi je počeo razvijati YuYu Hakusho potkraj 1990., a seriju je razvijao zbog svojeg zanimanja za okultno i horor filmove, te se nadahnuo i budističkom mitologijom.
Manga je objavljena u časopisu Weekly Shōnen Jump od prosinca 1990. do srpnja 1994. Sastoji se od 175 poglavlja skupljenih u 19 svezaka. U Sjevernoj Americi, objavljena je u časopisu Shonen Jump od siječnja 2003. siječnja 2010. Godinu i pol nakon stripa, pojavila se i anime adaptacija u obliku TV serije sa 112 epizoda koje je režirao Noriyuki Abe a ko-producirao Fuji Television, Yomiko Advertising i Studio Pierrot. Anime serija je emitirana od 1992. do 1995. U Sjevernoj Americi, licencirao ju je Funimation Entertainment 2001. YuYu Hakusho franšiza je dobila i dva OVA filma, audio albume, videoigre i drugo.
YuYu Hakusho je doživio komercijalni uspjeh: manga je rasprodana u 49 millijuna primjeraka samo u Japanu te je osvojila manga nagradu Shogakukan 1993. Anime serija je u časopisu Animage osvojila prvo mjesto na listi 20 najboljih animea godine 1994. i 1995., dok je 1993. osvojila drugo mjesto (prvo je osvojio Sailor Moon). Serija je privukla velik broj gledatelja i u Japanu i SAD-u, a dobila je uglavnom pozitivne recenzije koje su hvalile likove, pisanje i akciju, dok su manje zadovoljni kritičari kudili radnju zbog repetitivnog tona.

## Radnja
Yusuke Urameshi je mladi delikvent koji luta ulicom, ali u nekarakterističnom ispadu altruizma pojuri spasiti život dječaku i odgurne ga od naleta auta, koji pak udari i ubije njega. Njegov duh pozdravi Botan, žena koja na čamcu prevozi duše preko rijeke Sanzu prema "podzemlju", gdje će im se suditi. Botan obavijesti Yusukea da je njegov čin čak iznenadio i podzemlje te da za njega trenutno još nema mjesta. Stoga Koenma, sin vladara podzemlja, ponudi Yusukeu priliku da se opet vrati natrag u svoje tijelo radi nekoliko ispita. Yusuke uspijeva zahvaljujući prijateljima Keiko Yukimura i Kazuma Kuwabara. Natrag na Zemlji, dobije titulu "podzemnog detektiva". Yusuke dobiva i prvi zadatak: vratiti blago koje su iz podzemlja ukrali demoni Hiei, Kurama i Goki. Yusuke sakupi tri blaga uz pomoć nove vještine, tzv. "Rei Gun", uz pomoć koje puca energiju aure iz svojeg kažiprsta. Potom putuje na planine kako bi tražio ostarjelu, borilačku majstoricu Genkai. Zajedno sa suparnikom Kuwabarom, Yusuke se bori kroz turnir koji organizira Genkai kako bi pronašla nasljednika. Yusuke iskorištava turnir kao pokrov za potragu za Random,  demonom koji krade vještine boraca te ih ubija. Yusuke pobijedi Randa u zadnjoj rundi te vježba s Genkai nekoliko mjeseci, čime stječe vještinu upravljanja nad svojom aurom. Yusuke je potom poslan u dvorac Maze u podzemlje gdje mu Kuwabara, Kurama i Hiei pomažu pobijediti četiri zvijeri koje su htjele da im se makne barijera koja vodi u ljudski svijet.
Yusuke potom upoznaje Togura, čovjeka koji se pretvorio u jednog od najjačih demona. Ispostavlja se da je njegov vlasnik, Sakyo, pokušavao stvoriti veliku rupu od ljudskog svijeta prema demonskom svijetu. Nakon gubitka u turniru, Sakyo uništava arena te pritom ubija i sebe.  Yusuke se vraća doma, ali ima malo vremena za odmor jer ga na dvoboj izazovu tri tinejdžera koja imaju nadljudsku snagu te ga uzmu kao taoca. Kuwabara i drugi ga spašavaju te saznaju da je sve bio samo ispit koji je osmislila Genkai. Shinobu Sensui, Yusukev prethodnik kao detektiv podzemlja, je sazvao šest moćnih bića koje će mu pomoći da nastavi tamo gdje je Sakyo stao, kako bi uništio ljudsku rasu. Yusuke i njegovi prijatelji u dvoboju pobijede Sensuijeve borce, no u obračunu Sensui ubija Yusukea te se povuče u novi portal koji vodi u demonski svijet. Yusuke se vrati natrag kao poludemon, saznavši da su njegovi preci imali recesivni gen koji se skrivao do trenutka dok jedan potomak ne otkrije pune moći, nakon čega će se otkriti demonska obiteljska loza. Yusuke putuje u demonski svijet te ovog puta pobijedi Sensuija uz pomoć duha pretka.
Ponovno na Zemlji, Yusuke više nema detektivsku titulu jer je kralj naredio da se uhiti i smakne zbog straha da bi njegova demonska krv mogla dovesti do izljeva bijesa i opasnosti za ljude. Yusuke, kojemu nije drago zbog utjecaja rođaka Raizena, prihvati Raizenovu ponudu da se vrati u demonski svijet. Hiei i Kurama prizivaju druga dva vladara, Mukuro i Yomi, kasko bi se pripremili za neizbježni rat. Trojica protagonista vježbaju godinu dana, nakon čega Raizen umire a Yusuke nasljeđuje njegov teritorij. Yusuke uzima inicijativu i predloži turnir kako bi se odredio pravi vladar demonskog svijeta, a Mukuro i Yomi prihvaćaju. Yusuke izgubi te padne u nesvijest. Probudi se par dana kasnije te saznaje da je turnir završio i da će se održavati svakih nekoliko navrata kako bi se odredio vladar demonskog svijeta. Yusuke se potom vrati na Zemlju kako bi bio s Keiko.

## Glasovne uloge
- Nozomu Sasaki - Yusuke Urameshi
- Megumi Ogata - Kurama
- Nobuyuki Hiyama - Hiei
- Shigeru Chiba - Kazuma Kuwabara
- Hisako Kyouda - Genkai
- Katsumi Suzuki - Toguro Ani
- Mayumi Tanaka - Koenma
- Rokuro Naya - Sensui
- Kappei Yamaguchi - Jin

## Odjek
U časopisu Animage, YuYu Hakusho je na listi 20 najboljih animea 1993. osvojio visoko drugo mjesto s 991 glasom (prvo je mjesto osvojio Sailor Moon) dok su se epizode 1, 7 i 8 našle među 20 najboljih epizoda nekog animea godine, dok je sporedni lik Hiei izaran za najomiljenijeg muškog anime lika sa 702 glasa.
Iduće godine, suparništvo između Sailor Moon i YuYu Hakusho se nastavilo: 1994. je Hakusho osvojio prvo mjesto s 2.053 glasa, a Sailor Moon drugo, dok su epizode 53, 55, 56 i 58 svrstale među 20 najboljih anime epizoda godine. Pjesma je proglašena drugom najboljom u nekom animeu te godine.
1995., Hakusho je u Animageu ponovno osvojio prvo mjesto s 1.828 glasa čitatelja. Kurama je proglašen u istom izdanju najomiljenijim muškim likom s 1.166 glasa, dok je glavni lik Yusuke završio tek na osmom mjestu.
1996., Hakusho je osvojio peto mjesto s 589 glasa čitatelja, dok je zadnja epizoda proglašena šestom najboljom u nekoj anime seriji.

## Kritike
| „        | Jedna od najboljih stvari što je ova serija učinila sebi je staviti srednjoškolskog delikventa kao glavnog junaka. Yusuke nije tipičan shounen junak, a njegovi prijatelji nisu tipični shounen sporedni likovi. Umjesto da uzmu put Kenshira/Son Goka te ih pretvore u "spasitelje tjedna", Yusuke i kompanija su huligani i banditi skroz i skroz...Međutim, u kasnijim epizodama, koliko god sam volio likove i sve sumanutije borbe, osjetio sam da moja ruka sve više pada u napast stisnuti gumb za ubrzanje. U drugoj sezoni serije, sve pada u stari shounen anime klišej "borbe ljestve" gdje se svaki bori prema vrhu kako bi se suprotstavio glavnom zlikovcu kako bi doista pobijedio. | ” |
| — Ender, | |   |

| „                    | Neću reći da je kvaliteta animacije loša (jer nije), ali u usporedbi s nekim novijim anime izdanjima u Americi, očito je zastarjela. Ipak, kvaliteta animacije se popravlja u kasnijim epizodama. Također, glazba je prosječna, u najboljem slučaju...Naposljetku, radnja je tek malo bolja od klišeja. Iako ovdje ima velikih i malih obrata koji intrigiraju gledatelja, mnogi će dobiti dojam da je fokus serije zbrkan. Doista, razvoj priče uzima stražnje sjedalo dok se borbene scene guraju u prvi plan malo previše, osobito tijekom sage Dark Tournament. Osobito me razočarala romansa između Yusukea i Keiko koja nikad nije bila više od polurazvijenog koncepta. | ” |
| — Derrick L. Tucker, | |   |

## Vanjske poveznice
- YuYu Hakusho na Internet Movie Databaseu
- YuYu Hakusho na Anime News Network
- YuYu Hakusho na AnimeNfo.com
- Recenzija Blue-ray izdanja